# R Velorum
R Velorum è una stella gigante arancione di magnitudine 6,51 situata nella costellazione delle Vele. Dista 394 anni luce dal sistema solare.

## Osservazione
Si tratta di una stella situata nell'emisfero celeste australe. La sua posizione è fortemente australe e ciò comporta che la stella sia osservabile prevalentemente dall'emisfero sud, dove si presenta circumpolare anche da gran parte delle regioni temperate; dall'emisfero nord la sua visibilità è invece limitata alle regioni temperate inferiori e alla fascia tropicale. Essendo di pari a 6,5, non è osservabile ad occhio nudo; per poterla scorgere è sufficiente comunque anche un binocolo di piccole dimensioni, a patto di avere a disposizione un cielo buio.
Il periodo migliore per la sua osservazione nel cielo serale ricade nei mesi compresi fra febbraio e giugno; nell'emisfero sud è visibile anche per buona parte dell'inverno, grazie alla declinazione australe della stella, mentre nell'emisfero nord può essere osservata limitatamente durante i mesi primaverili boreali.

## Caratteristiche fisiche
La stella è una gigante arancione con una magnitudine assoluta pari a 1,1. Studi sulla sua luminosità hanno mostrato che R Vel è una stella variabile: la sua magnitudine apparente in banda V varia di soli 3 centesimi di magnitudine, tra 6,49 e 6,52. Tuttavia, a causa di questa piccola variazione, gli astronomi non sono ancora riusciti a stabilire il tipo di variabilità.